# Pedro Charlot
Pedro, llamado Carolus o Charlot, hijo natural del rey Felipe II de Francia y de una “cierta dama de Arrás", nació entre 1205 o 1209 y murió el 9 de octubre de 1249. Fue obispo y conde de Noyon y Par de Francia.
Felipe Augusto obtuvo un indulto del Papa Honorio III por medio del cual se autorizaba a Pedro a disfrutar de los beneficios eclesiásticos pese a su procedencia ilegítima. Tuvo como preceptor a Guillermo el Bretón que, tras el fallecimiento de su padre, le dedicó su obra: Philippide titulada Petro Karloto Philippi regis Francorum filio.
En 1232, fue nombrado tesorero de la iglesia de San Martín de Tours y se le concedió una dispensa para residir fuera del lugar a fin de que pudiera proseguir sus estudios de  teología. Fue titular, en 1235, del cargo de tesorero de Saint-Frambaud de Senlis y de Saint-Fursy de Péronne. El Papa le confirió el sub-diaconado y fue nombrado obispo de Noyon en 1240. Fue elegido, en 1243, junto con el obispo de Beauvais para intermediar en la disputa que había surgido entre el Capítulo de Noyon y Simón de Nesle, reprimiendo las pretensiones de este último contra el Capítulo. Fue canciller de Carlos I de Sicilia y acompañó a su sobrino el rey Luis IX en su primer viaje a Tierra Santa. Murió durante un naufragio cerca de Damieta y fue enterrado en el coro de la Catedral de Noyon.